# Ioan Nemoianu
Ioan Nemoianu, magyarosan Nemoian János (Agadics, 1847. január 6. – Agadics, 1906) magyarországi román ügyvéd, pedagógus, 1886–1891 között Karánsebes polgármestere.

## Életútja
Nemoianu Ábrahám görögkeleti román lelkész fia. 1859-ben a lugosi gimnázium I. osztályába lépett, a II-IV. osztályt Temesvárt, az V. és VI. Belényesen járta. Ezután apja a debreceni református kollégiumba küldte a magyar nyelv elsajátítása végett, ahol 1865-67-ben a VII. és VIII. osztályt, 1867-69. az első évi jogtanfolyamot és a II.-ban az első félévet végezte, amikor a haderő újjászervezési törvény szerint mint egyéves önkéntes Prágába küldetett, ahonnét hadnagyi ranggal távozott, majd Debrecenben folytatta tanulmányait. A III. jogi tanfolyam elvégzése után 1871-ben a bírói államvizsgát letette. Időközben a Gencsi-családnál nevelősködött. 
1871-ben Krassómegye törvényszékénél tiszteletbeli aljegyzővé nevezték ki; a királyi bíróságok szervezésekor pedig a lugosi királyi törvényszékhez helyezték át. 1872-ben Ioan Popasu karánsebesi görögkeleti román püspök felhívására félbenhagyván a jogi pályát, teológiai és pedagógiai magasabb kiképzése végett külföldre ment és a lipcsei, majd a genfi egyetemen teológiai, pedagógiai, filozófiai és filológiai tudományokat hallgatott. 1874 őszén hazaérkezett és előbb mint teológiai, azután mint tanítóképző tanár működött hét évig. 
Mint karánsebesi román tanítóképzőintézeti tanár a közoktatásügyi minisztériumtól megbízást kapott, hogy az 1879 nyarán Aradon rendezett első magyar tanfolyamon a román tanítókat a magyar nyelvre oktassa, amely alkalommal Krassó-Szörény, Torontál, Temes, Arad, Bihar és Hunyad megyékből mintegy 500 tanító vett részt a tanfolyamon. E miatt mint felekezeti tanárt az összes román lap hevesen megtámadta és ezért ezen hírlapokkal heves polemiát folytatott, aminek az lett a következménye, hogy az egyházi tanári pályáról ismét a jogira lépett és két évig ügyvédi irodákban dolgozott, majd a királyi bíróságnál gyakorlatba állott.
1884-ben ügyvédi vizsgát tett és Karánsebesen ügyvédi irodát nyitott. Tanársága idején Torma Károly és Klein József prágai egyetemi régészeti tanár társaságában a Krassó-Szörény és Hunyad megyék területén létező római utakat, castrumokat és egyéb római emlékeket kutatta. 1886. decemberben Karánsebes város képviselőtestülete megválasztotta polgármesternek; a város emelése érdekében sokat tett, különösen a villanyvilágítást létesítette és így Temesvár után másodsorban ezen város élvezte az országban ezen intézményt. 1891 végén polgármesteri hivataláról lemondott és ezután ügyvédi gyakorlatot folytatott.

## Munkái
- Gramatica magiară romană (Karánsebes és Lugos, 1879) (Magyar nyelvtan románul)
- Manual de limba magiară pentru scolele poporale (Lugos, 1880) (A magyar nyelv kézikönyve a népiskolák számára)
- Conductor la manualul de limba magiară upentr scoalele poporale (Lugos, 1880) (Utasítás a magyar nyelv kézikönyvéhez)